# Komötet

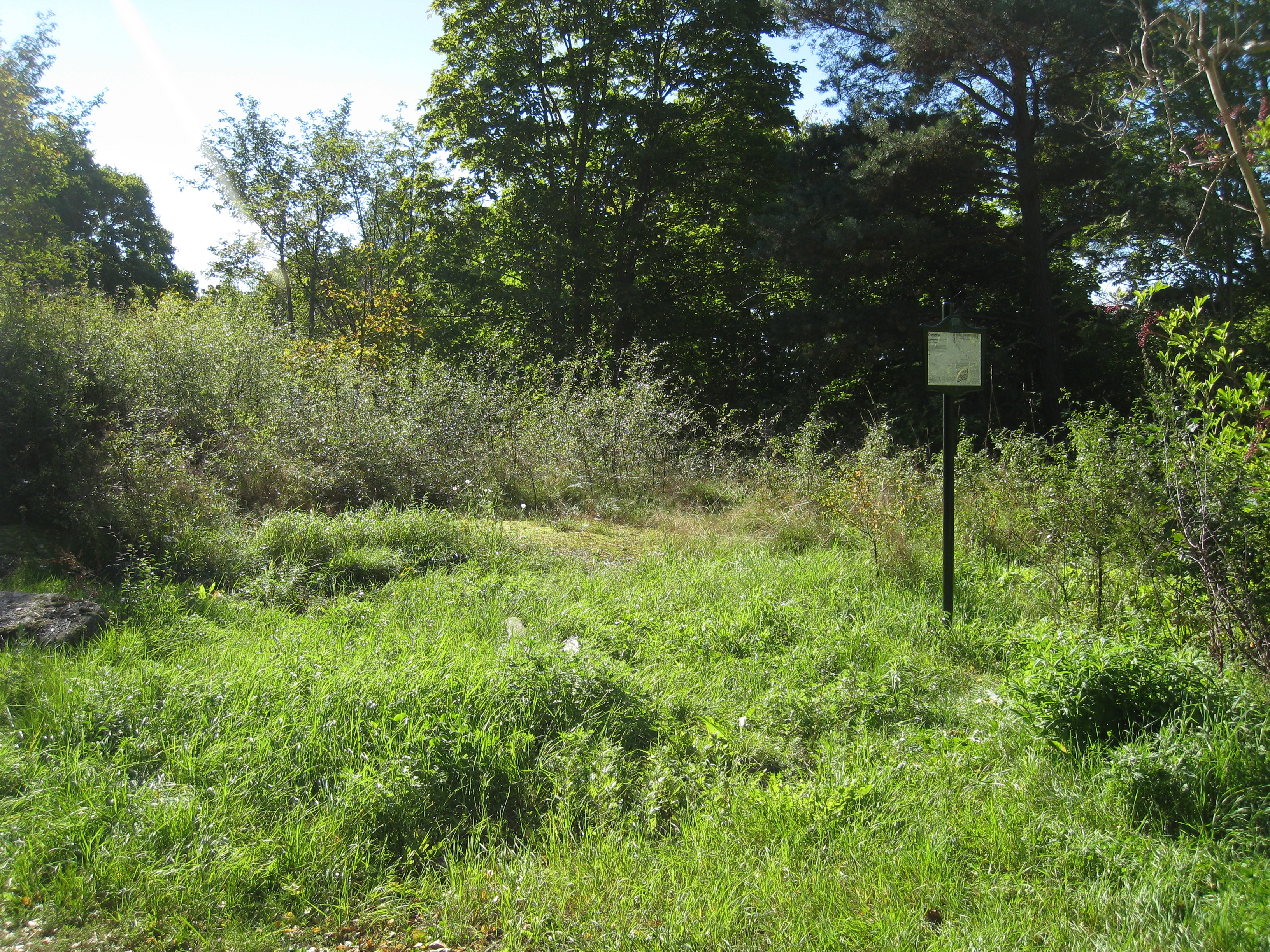
"Komötet", gravfält från yngre järnåldern.

Komötet är ett gravfält från yngre järnåldern i stadsdelen Norra Ängby i Bromma, väster om Stockholm. Gravfältet ligger på en höjd i ett skogsparti väster om Norra Ängby skola och söder om Stobaeusvägen och norr om hörnet av Peringsköldsvägen och Liljegrensvägen, där det finns en informationsskylt uppsatt. Området, som går under namnet "Komötet", ligger på ett krön av en sydvästsluttning på en större moränrygg.

## Geografi

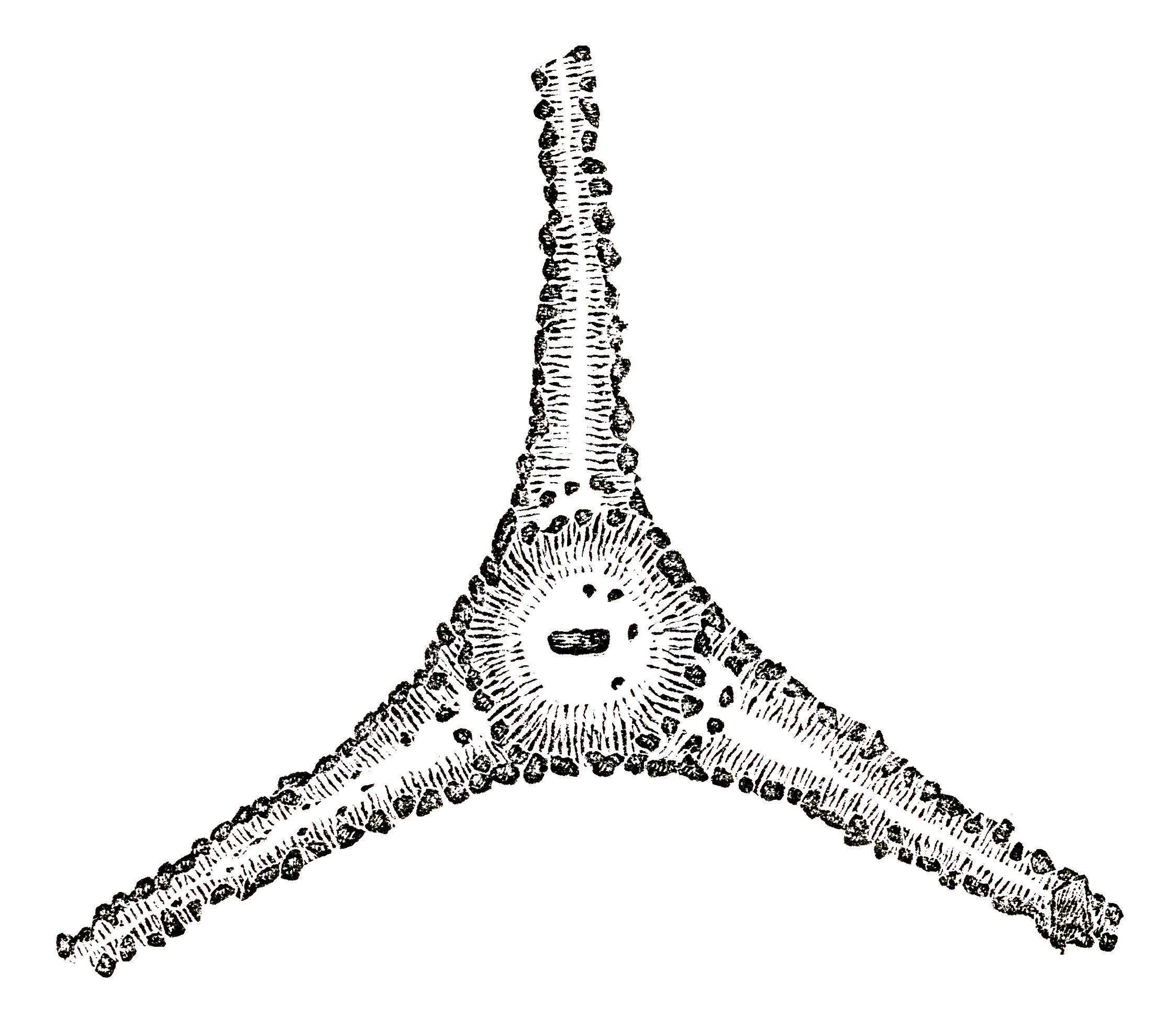
Exempel på hur en treudd kan se ut. Skiss av arkeologen Oscar Montelius, 1877.

Gravfältet, som är från yngre järnålder (550-1050 e.Kr.), ligger norr om Bureusvägen och Beckombergavägen i Norra Ängby i ett grönområde, som kallas Komötet. Det är två gravfält (RAÄ 63 och RAÄ 64 i Bromma). De båda gravfälten är belägna på sydsidan av en moränbunden bergrygg på vilken ligger äldre gravar från bronsåldern och äldre järnåldern. I området växer det blandskog.
Gravfältet RAÄ 63 har 20 gravar, det är 4 högar, 12 runda och en rektangulär stensättning samt två så kallade treuddar. En treudd är en tresidig stensättning med insvängda sidor. Treuddar uppträder ofta på gravfält, som är från yngre järnålder tillsammans med stora högar. De anses speciella och saknar ibland gravinnehåll. Den ovanliga formen kan kanske ha en symbolisk betydelse. Gravhögarna på RAÄ 63 är stora, mellan 6 och 10 m i diameter och 0,6-1 m höga. Det finns stigar i området. Fornlämningen ligger strax ovanför villor, nära Norra Ängby skola.
Gravfältet RAÄ 64 ligger öster om RAÄ 63 och strax väster om Norra Ängby skola och strax utanför trådstaketet bakom skolan. Tre högar är 7-18 m i diameter och 0,6-1 m höga. Högarna är beväxta med träd. Stensättningarna är övertorvade och svåra att se. De äldre gravarna på moränhöjden ovanför RAÄ 63 och RAÄ 64 är bevis på en tidig bebyggelse i området.
Gårdsgravfältet RAÄ 64 har cirka 10 gravar, varav 3 högar och 6 stensättningar. På höjden norr om gravfält RAÄ 63 finns ett tiotal stensättningar som kan dateras till äldre järnålder eller yngre bronsålder (1000 f.Kr. – 550 e.Kr.).
I Komötets nordvästra del, strax söder om Stobaeusvägen ligger ett gravfält (RAÄ 76) med 4 runda stensättningar, som är 5-8 m i diameter och 0,2-0,4 m höga. I området finns också en rund stensättning (RAÄ 75), 6 m i diameter och 0,4 m hög. 

## Historia
Gravfälten 63 och 64 bör ha tillhört bebyggelse som funnits på platsen under den yngre järnåldern innan den medeltida gården Stora Ängby tillkom. De hörde således till gården Stora Ängbys föregångare. Stora Ängby är skriftligt belagd först år 1315. Gravarna på RAÄ 63 placerades medvetet på en höjd med utsikt mot den samtida gårdsplatsen. Från den förhistoriska gården har de levande haft ögonkontakt med de döda i gravarna här på höjden. Gravplatsen är sannolikt mycket symboliskt placerad. Folket i gården kunde se förfädernas gravar. Förfäderna hade utsikt mot gården. Kanske gårdsfolket tänkte att förfäderna genom gravarnas placering övervakade och skyddade gårdens folk?

## Arkeologisk utgrävning
Två gravar grävdes 1939, det var gravfälten RAÄ 63 och RAÄ 64 som röjdes och två av gravarna, nr 17 och 22, undersöktes och återställdes. Det var arkeologen Hans Hansson som grävde. Hans Hansson var antikvarie och arkeolog och han var verksam vid Stockholms stadsmuseum från 1930-talet till 1960-talet. I högen nr 17 låg troligen en kvinna begravd med bland annat pärlor som gravgåvor. I brandlagret påträffades ett lerkärl med brända ben, nitnaglar, rester av en järnkrampa, fragment av benkammar, två bronsbeslag, en avbruten järnnål, rester av ett  pärlhalsband och en hästbrodd. Bland benen fanns bland annat en hundklo. Sannolikt är alla gravarna brandgravar.
Dalgången, där nu Beckombergavägen går, var ett vattenfyllt sund under bronsåldern och troligen sankmark under äldre järnålder. En oregelbunden stensträng har påträffats strax söder om gravarna från yngre bronsålder eller äldre järnålder. Stensträngen tycks vara en vallanläggning i Bromma.
Det var först under yngre järnålder, som Bromma alltmer bebyggdes. Det finns många fornlämningar i Bromma från järnåldern, främst yngre järnålder (cirka 550 e.Kr. – 1050 e.Kr.). Yngre järnålderns gravar ligger i nära anslutning till åkermark och en historiskt känd gård eller by. Däremot återfinns den äldre järnålderns (cirka 500 f.Kr – 550 e.Kr.) gravar mer glest utspridda i utpräglade höjdlägen och utan kontakt med en sentida odlingsbygd. Andelen av Brommas fornlämningar som tillhör den äldre järnåldern kan uppskattas till cirka 23%, medan den yngre järnålderns fornlämningar uppgår till cirka 62%.

## Bilder

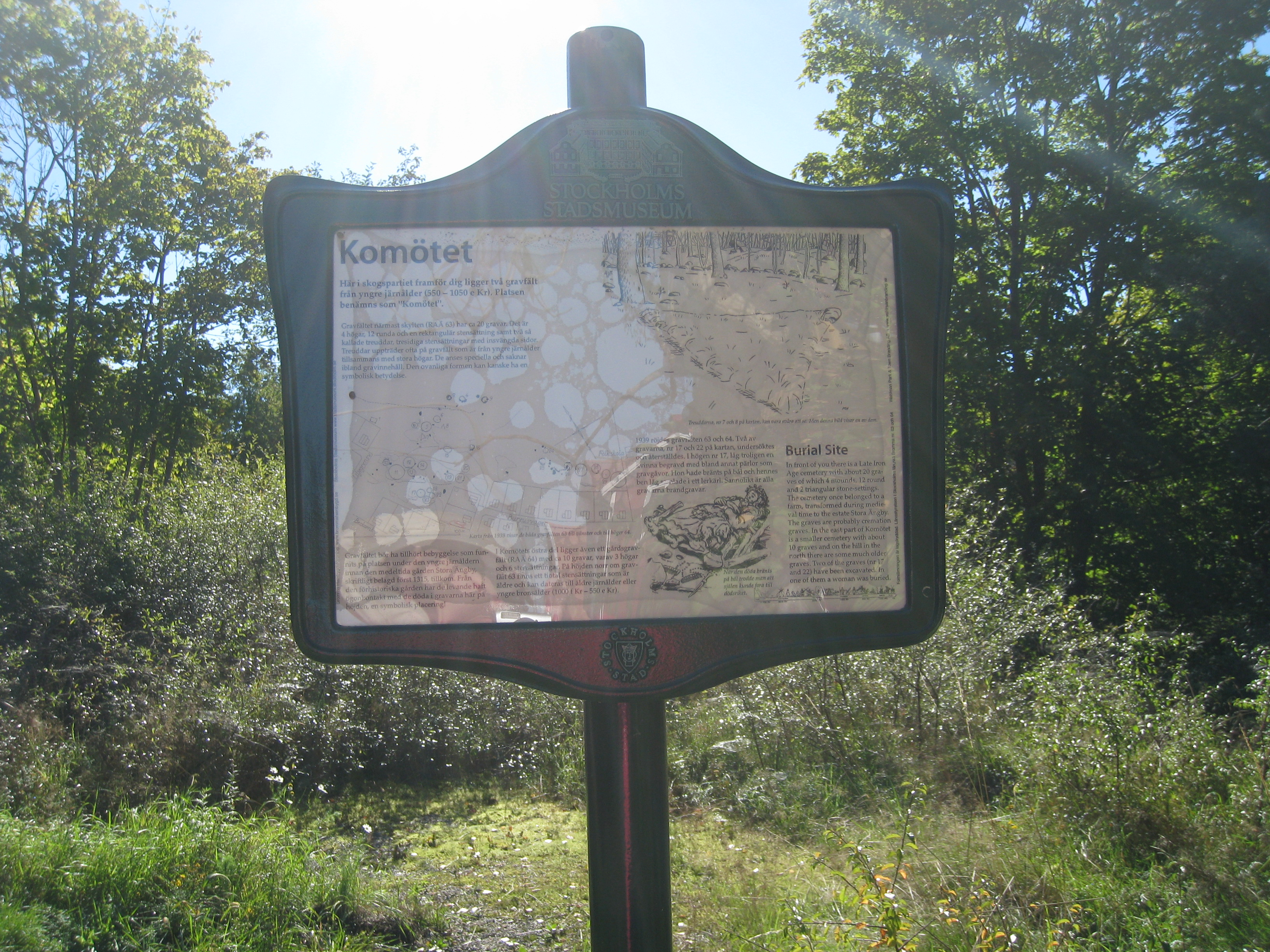
Informationsskylt.
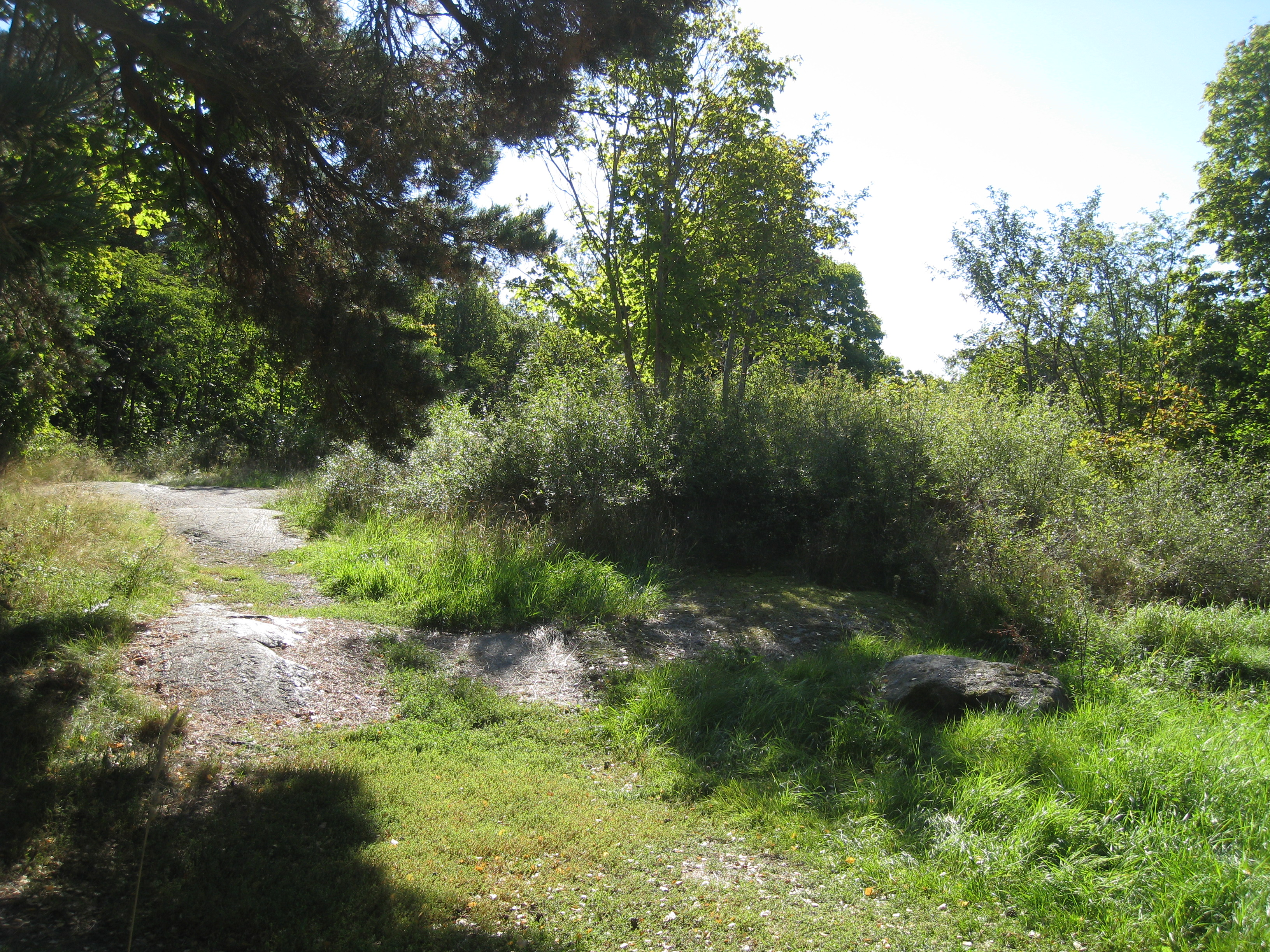
Gravfältet ligger i  skogspartiet.
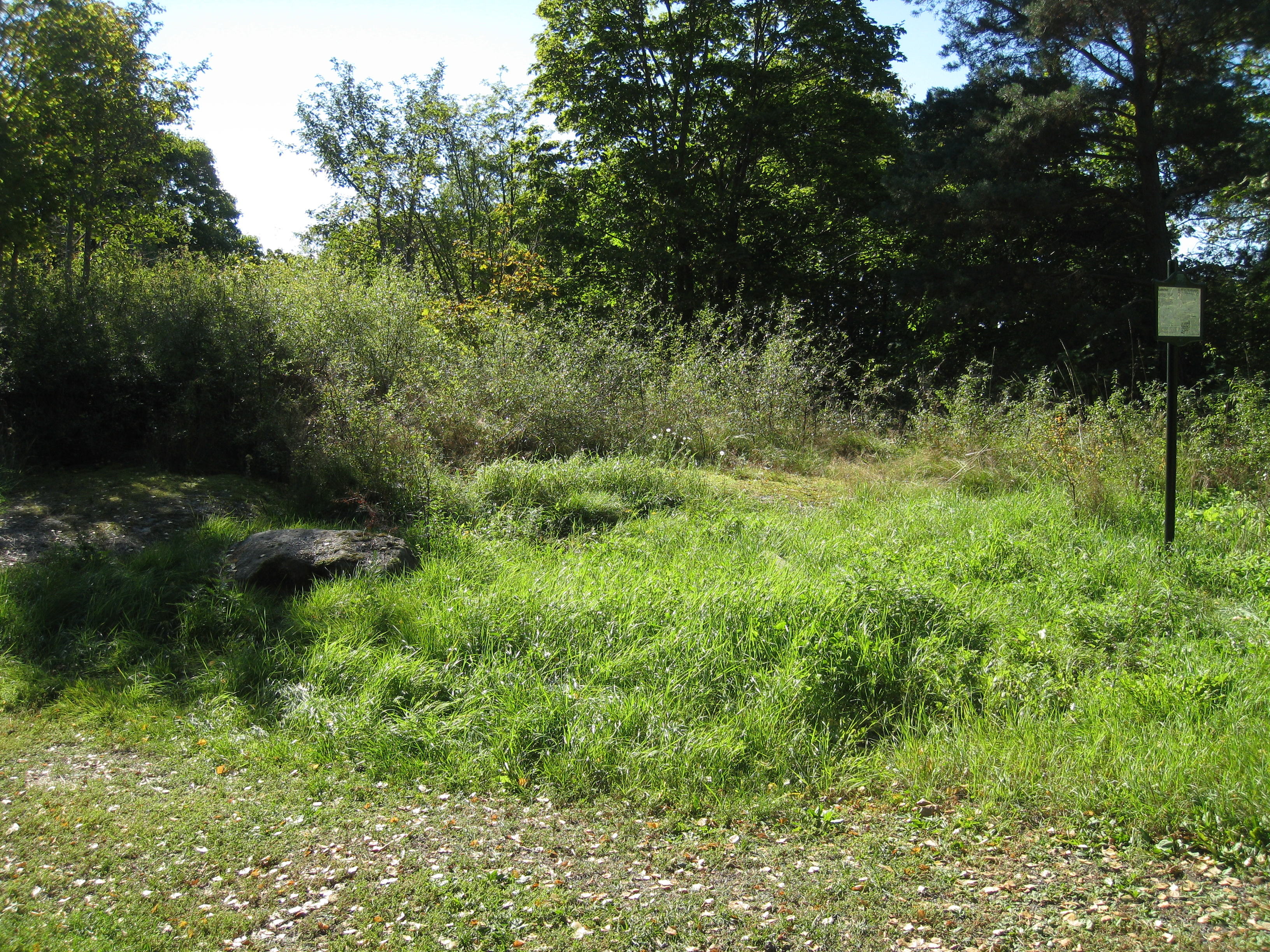
Blandskog växer i gravfältsområdet.